# Михайлівський район (Сумська округа)
Михайлівський райо́н — колишній район Сумської округи.

## Історія
Утворений 7 березня 1923 року з центром в селі Михайлівка у складі Сумської округи Харківської губернії з Михайлівської, Василівської і Червленівської волостей.
Ліквідований 5 січня 1925 року. Михайлівська, Червленківська, Курганська, Азакська і Олександрівська сільради приєднані до Лебединського району; Васіленківська, Грунська і Катеринославська сільради — до Штепівського району.